# Angelonia
Angelonia este un gen de plante din familia  Scrophulariaceae .

## Specii
Cuprinde circa 27 specii.